# Polystichum sinense
Polystichum sinense är en träjonväxtart som beskrevs av Hermann Christ. Polystichum sinense ingår i släktet Polystichum och familjen Dryopteridaceae. Inga underarter finns listade.